# Giuseppe Gabbiani (pittore)
Giuseppe Gabbiani (Barletta, 18 gennaio 1862 – Barletta, 28 agosto 1939) è stato un pittore italiano.

## Biografia
Giuseppe Gabbiani nacque il 18 gennaio 1862, in una famiglia benestante di Barletta. 
Si avvicinò alla pittura grazie agli insegnamenti di  Giovanni Battista Calò , maestro di numerosi pittori pugliesi.. 
Dopo la maggiore età si trasferì a Napoli, dove si iscrisse all'Istituto di Belle Arti. Pittore prolifico e collezionista, espose sia in Italia, alle mostre di Torino, Napoli e Roma, che all'estero. Nel 1904 prese parte alla mostra italiana di Londra con l'opera "Ritratto di Giambattista Calò"
Nel 1909 fu insignito della medaglia di bronzo dal Ministero dell'istruzione, grazie all'opera "Studio del Vero". Qualche anno prima di morire donò circa 400 opere al comune di Barletta, rientrando di diritto tra i fondatori del moderno Museo civico di Barletta.